# 上原あまね
上原 あまね（うえはら あまね、2003年12月16日 - ）は、日本の女優で、PiXMiXの元メンバー。茨城県出身。アミューズ所属。

## 略歴
2017年7月、東宝芸能に所属するアイドルグループPiXMiXがデビューし、メンバーのTOWAKOとして活動を始める。2019年10月、キングレコードからメジャーデビューし、同年12月よりTBS『開運音楽堂』に準レギュラー出演。また、2021年4月より芸名を桐島十和子とした。
2021年7月、ミュージカル『SHOW BOY』に出演し初舞台。2023年3月、およそ5年半のグループ活動を経て、赤羽ReNY alphaでのライブを最後にPiXMiXを卒業し、東宝芸能を退所した。
2023年10月よりアミューズに所属し、上原あまねに改名。以降、テレビドラマ『ウイングマン』などに出演している。

## 出演
- PiXMiX（在籍：2017年7月29日 - 2023年3月25日）

### 舞台
- ミュージカル『SHOW BOY』（2021年7月1日 - 7月27日、東京・シアタークリエ / 7月30日 - 8月1日、大阪・新歌舞伎座 / 2021年8月7日、名古屋市公会堂大ホール）- 少女（ミサキ） 役[7][11]
- 舞台「十五少女漂流記」（2023年2月3日 - 6日、シアター1010 / 2月23日、海老名市文化会館） - アイビー 役[12][13]

### テレビ
- 開運音楽堂（2019年12月7日[4] - 2023年3月11日[14]・11月11日[15] - 12月23日[16]、TBSテレビ） - 準レギュラー・KaiunGirl 5号[6]
- 第7キングダム（2020年5月3日・17日・24日、日本テレビ）[17]
- 千鳥VSかまいたち（2021年2月28日、日本テレビ）- 生徒 役[18]

### ドラマ
- ９５ 第4話（2024年4月29日、テレビ東京） - クラスメイト 役
- ウイングマン（2024年10月23日 - 12月25日、テレビ東京） - 森本桃子 役[10][19][20]

### 映画
- 君がトクベツ（2025年6月20日公開、ギャガ） - ゆう子 役[21]
- 恋に至る病（2025年10月24日公開予定、アスミック・エース） - 緒野江美 役[22]

### CM
- DeNA、Pococha（2022年）[23]
- OOKABEグループ、株式会社FPEC（2025年）[24]